# Fiat Fiorino (Typ 327)
Der Fiat Fiorino (Typ 327), auch bekannt als Novo Fiorino, ist ein seit 2013 in Brasilien gebauter Kleintransporter des Stellantis-Konzerns. In Mexiko wird das Modell als Ram ProMaster Rapid, in anderen lateinamerikanischen Ländern hingegen als Ram V700 Rapid und Ram 700 Van vermarktet. 2022 debütierte in Brasilien noch der baugleiche Peugeot Partner Rapid.
Die Basis liefert der ebenfalls vor Ort produzierte Fiat Uno. Das Vorgängermodell vom Typ 146 als Kastenwagen und Pritschenwagen, zuletzt auf Basis des Mille/Uno II, wurde bis 2013 bereits in Brasilien für Schwellenländer und bis 2000 auch für Europa gebaut. Den Pritschenwagen ersetzte Fiat durch den Fiat-Strada-Pickup, den Kastenwagen durch den Fiat Doblò. Seit 2008 wird in Europa ein neuer Fiorino angeboten, der bei Tofaş in Bursa (Türkei) gemeinsam mit den baugleichen Peugeot Bipper und Citroën Nemo von PSA Peugeot Citroën gefertigt wird. Eine eigene Produktion für die Schwellenländer oder ein Import lohnte sich für Fiat jedoch nicht, zumal der alte Doblò auch in Südamerika produziert und angeboten wird. Durch die Produktionseinstellung des Fiat Mille ergab sich jedoch für Fiat die Situation, dass künftig ein kleines Nutzfahrzeug fehlen würde. Somit entschloss man sich auf Basis des Typ 327 einen Kleintransporter in alter Bauweise mit der Fahrgastzelle eines Kleinwagens bis zur B-Säule und hinten aufgesetztem Kofferaufbau zu verwirklichen.
Als einzige Motorvariante gibt es den aus dem Novo Uno übernommenen 1,4-Liter-Ottomotor mit Fünfgang-Schaltgetriebe, wahlweise auch mit 4-Stufen-Automatikgetriebe. Er leistet maximal 64 kW (87 PS). Die Höchstgeschwindigkeit beträgt 157 km/h, und die Beschleunigung von 0 bis 100 km/h dauert 13,9 Sekunden. Der Laderaum hinter den Sitzen fasst 3,14 m³ und ist wahlweise entweder über eine nach oben zu öffnende Heckklappe oder zwei seitlich angeschlagene Türflügel zugänglich. Anfang 2025 ersetzte ein 1,3-Liter-Ottomotor mit 79 kW (107 PS) den bisherigen Antriebsstrang.

## Technische Daten
|                            | 1.4 8v Fire Evo       | 1.4 Fire Evo          | 1.3 Firefly           |
| Bauzeitraum                | 2013–2021             | 2021–2025             | seit 2025             |
| Motorkenndaten             |                       |                       |                       |
| Motortyp                   | R4-Ottomotor          | R4-Ottomotor          | R4-Ottomotor          |
| Hubraum                    | 1368 cm³              | 1368 cm³              | 1332 cm³              |
| max. Leistung bei min−1    | 64 kW (87 PS) / 5750  | 63 kW (86 PS) / 6000  | 79 kW (107 PS) /      |
| max. Drehmoment bei min−1  | 122 Nm / 3500         | 120 Nm / 4000         | 134 Nm / 4000         |
| Kraftübertragung           |                       |                       |                       |
| Antrieb, serienmäßig       | Vorderradantrieb      | Vorderradantrieb      | Vorderradantrieb      |
| Getriebe, serienmäßig      | 5-Gang-Schaltgetriebe | 5-Gang-Schaltgetriebe | 5-Gang-Schaltgetriebe |
| Messwerte                  |                       |                       |                       |
| Höchstgeschwindigkeit      | 157 km/h              | 160 km/h              | 170 km/h              |
| Beschleunigung, 0–100 km/h | 13,9 s                | 13,7 s                | 11,5 s                |
| Leergewicht                | 1117 kg               | 1131 kg               | 1128 kg               |
| Tankinhalt                 | 58 l                  | 55 l                  | 55 l                  |